# 勒萨尔
勒萨尔（法語：Le Sars）是法国北部-加来海峡大区加来海峡省的一个市镇，属于阿拉斯区巴波姆县。该市镇2009年时的人口为180人。

## 人口
勒萨尔人口变化图示
| 数据来源：INSEE |